# Străfulgerarea (film din 1984)
Străfulgerarea (titlul original în engleză Flashpoint) este un film thriller politic dramatic american, realizat în 1984 de regizorul William Tannen, după romanul omonim al scriitorului George LaFountaine, protagoniști fiind actorii Kris Kristofferson, Treat Williams, Rip Torn și Jean Smart.

## Rezumat
Bobby Logan și Ernie Wyatt, doi polițiști de frontieră la United States Border Patrol din Texas pe cale să-și piardă locul de muncă, găsesc un Jeep din anii 1960 incinerat în deșert și care conține un schelet uman, o pușcă cu lunetă și 800.000 de dolari în numerar. Cei doi bărbați decid să păstreze banii și să caute în continuare informații despre acest vehicul ciudat. FBI-ul este alertat și ajunge la fața locului, bănuindu-se că s-ar putea ca misteriosul Jeep să aibă o legătură cu asasinarea lui John F. Kennedy. Dar federalii încearcă să acopere afacerea și să elimine pe oricine are o legătură cu acest Jeep.

## Distribuție
- Kris Kristofferson – Bobby Logan
- Treat Williams – Ernie Wyatt
- Rip Torn – șeriful Wells
- Kurtwood Smith – Carson
- Jean Smart – Doris
- Tess Harper – Ellen
- Kevin Conway – Brook
- Miguel Ferrer – Roget
- Guy Boyd – Bobby Joe Lambasino
- Roberts Blossom – Amarillo
- Mark Slade – Hawthorne
- Terry Alexander – Peterson
- William Frankfather – Lacy
- Joaquín Martínez – Pedroza
- Dick O'Neill – Hinshaw
- Nora Heflin – întâlnita lui Lambasino

## Melodii din film
Toate melodiile sunt scrise și compuse de Edgar Froese, Chris Franke, Johannes Schmoelling. 
| Nr. | Titlu                                              | Lungime |  |
| 1.  | „Going West”                                       | 4:10    |  |
| 2.  | „Afternoon in the Desert”                          | 3:35    |  |
| 3.  | „Plane Ride”                                       | 3:30    |  |
| 4.  | „Mystery Tracks”                                   | 3:15    |  |
| 5.  | „Lost in the Dunes”                                | 2:40    |  |
| 6.  | „Highway Patrol”                                   | 4:10    |  |
| 7.  | „Love Phantasy”                                    | 3:40    |  |
| 8.  | „Mad Cap Story”                                    | 4:00    |  |
| 9.  | „Dirty Cross Roads”                                | 4:20    |  |
| 10. | „Flashpoint” (compusă și interpretată de The Gems) | 3:47    |  |